# Zorzines cyanofascia
Zorzines cyanofascia är en fjärilsart som beskrevs av Inoue 1992. Zorzines cyanofascia ingår i släktet Zorzines och familjen nattflyn. Inga underarter finns listade i Catalogue of Life.